# سرک (بستک)
 سرک روستای کوچکی است از توابع بخش مرکزی شهرستان بستک در غرب استان هرمزگان در جنوب ایران واقع شده‌است.

## جمعیت
این روستا در دهستان دهتل قرار دارد و براساس سرشماری مرکز آمار ایران در سال ۱۳۸۵، جمعیت آن زیر سه خانوار بوده‌است.

## فهرست منابع و مآخذ
- محمد، صدیق    «تارخ فارس»   صفحه‌های (۵۰  ـ  ۵۱  ـ ۵۲  ـ ۵۳)، چاپ سال ۱۹۹۳ میلادی.
- محمدیان، کوخردی، محمد ،  (شهرستان بستک و بخش کوخرد)   ، ج۱. چاپ اول، دبی: سال انتشار ۲۰۰۵ میلادی
- اطلس گیتاشناسی استان‌های ایران [Atlas Gitashenasi Ostanhai Iran] (Gitashenasi Province Atlas of Iran)